# Cemitério Hebraico Campo da Saudade

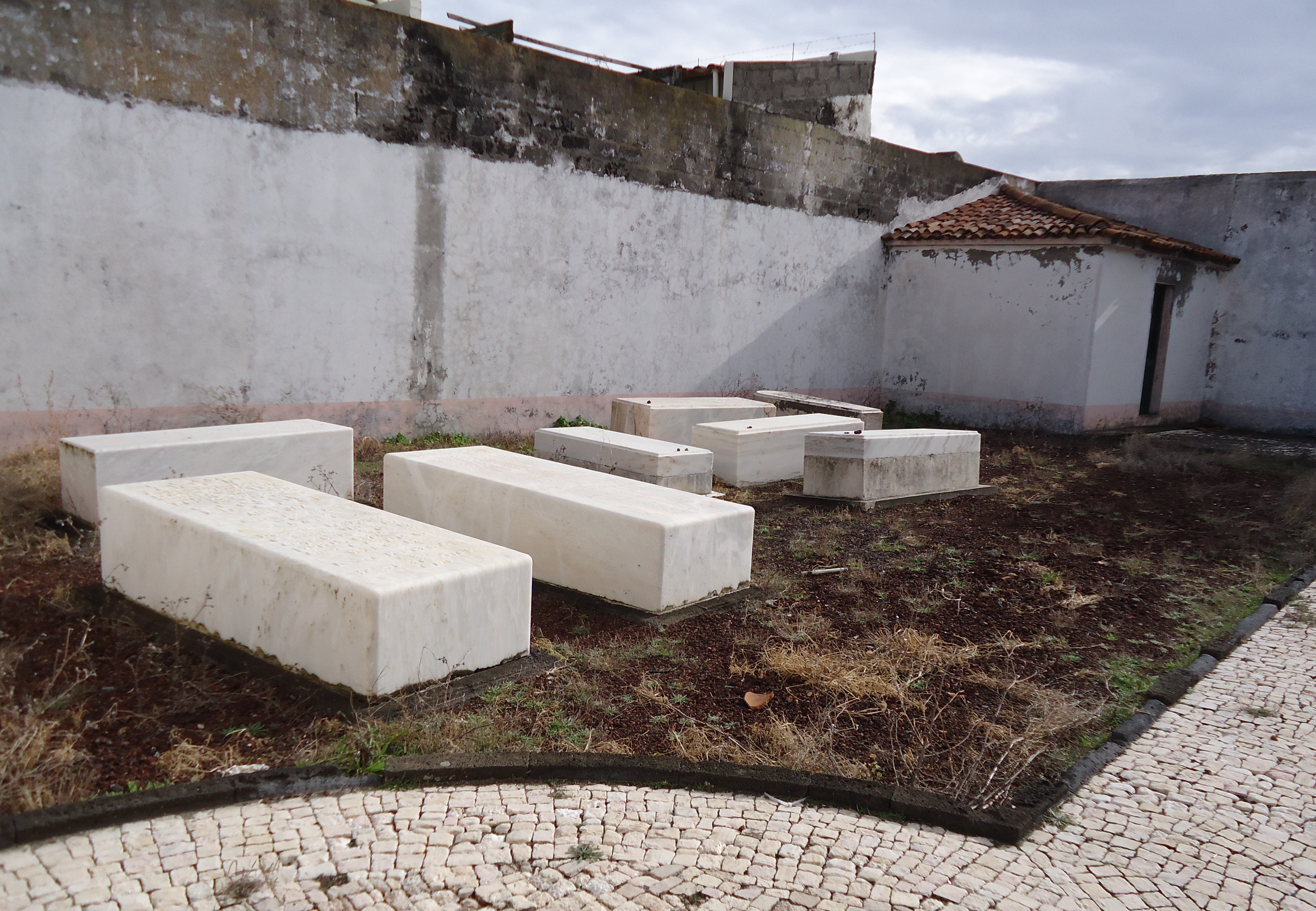
Campas do cemitério

O Cemitério Hebraico Campo da Saudade é um dos locais religiosos judaicos mais importantes na cidade de Ponta Delgada, sendo um dos poucos cemitérios do tipo na Região Autónoma dos Açores.

## História
As primeiras referências concretas ao estabelecimento de famílias judaicas no arquipélago datam da segunda década do século XIX. Originárias de Marrocos, de onde saíram devido a restrições económicas que lhes haviam sido impostas, foi em 1818 que as primeiras dessas famílias chegaram, via Gibraltar e Faro.

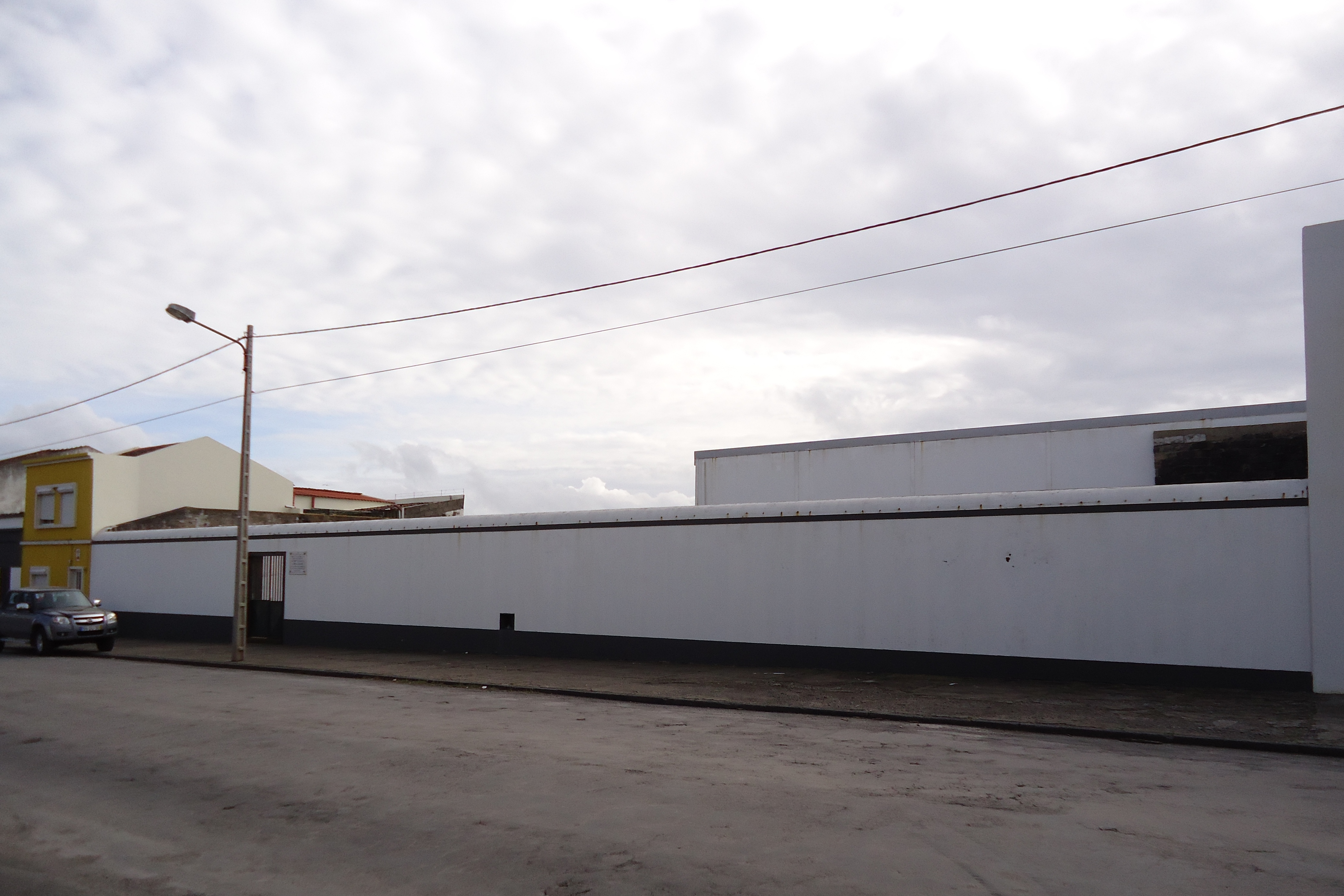
Cemitério visto por fora

Os judeus radicaram-se em várias ilhas. No caso de São Miguel criou-se em 1818 na cidade de Ponta Delgada uma pequena comunidade hebraica que trinta anos depois atingiria cerca de 250 membros, então a mais numerosa do arquipélago.
Em 1836 um grupo de judeus de Ponta Delgada adquiriu um já secular edifício situada na Rua de Brum, com o fim de aí ser instalada uma sinagoga. Na zona de Santa Clara foi igualmente criado um cemitério judeu, com o propósito de aí enterrar os judeus da ilha.

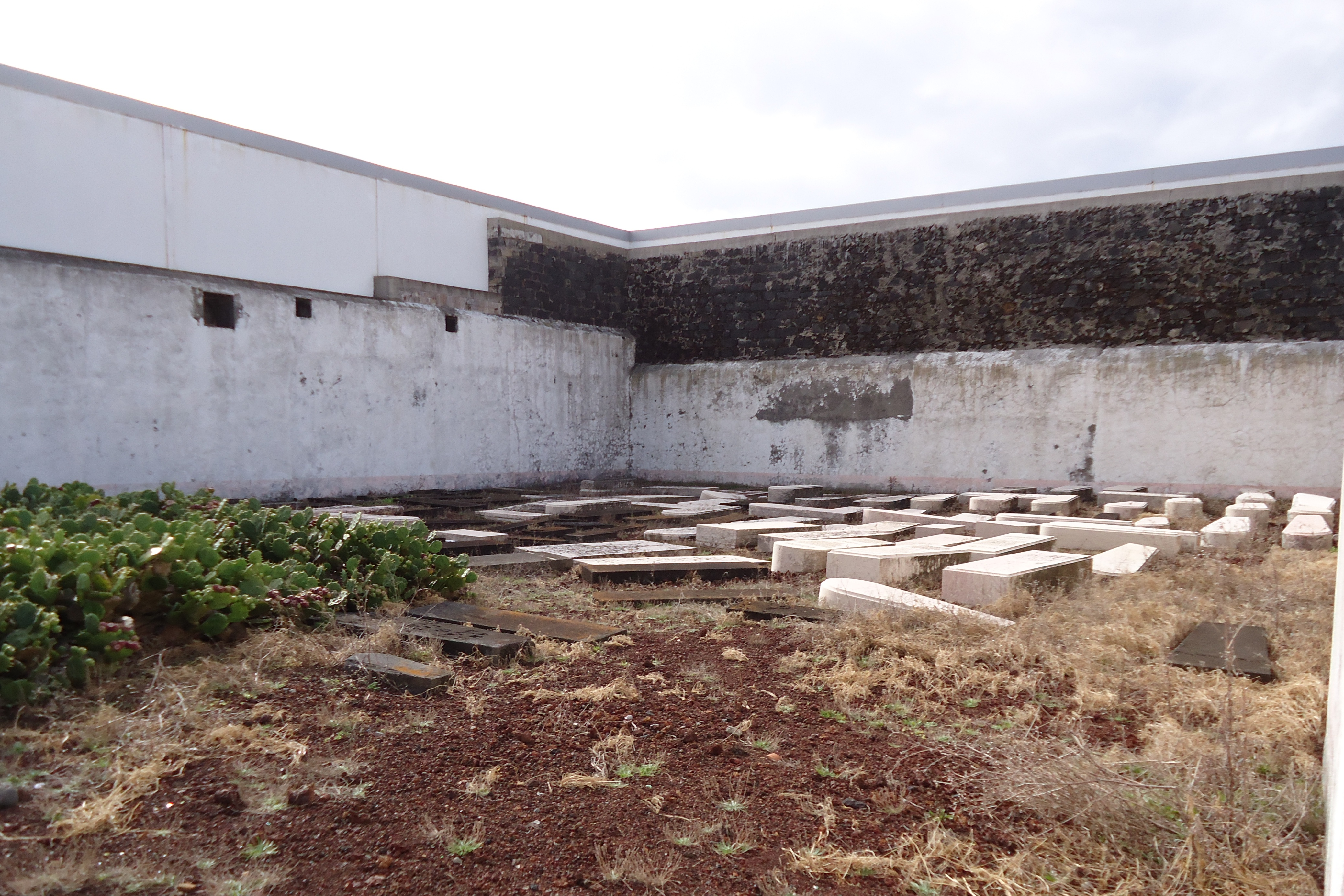
Cemitério visto por dentro

Criado em 1834, tal como regista o livro de escrituras da Câmara Municipal de Ponta Delgada (contudo, existem registos de pedras tumulares anteriores a 1834, nomeadamente uma, com data de 1826 e que se refere a Jacob Bensaude, razão pelo qual sabe-se que, aquela área era já utilizada para enterramentos da comunidade judaica residente em São Miguel antes do seu registo).
O Cemitério Hebraico conta com cerca de 160 pedras tumulares, dispostas de forma desalinhada e sem agrupamento cronológico e familiar. Destaque para o caso excecional das cinzas de Erna Friedman, esposa do Dr. Friedman, falecida em Lisboa e que por seu desejo quis repousar eternamente em Ponta Delgada.

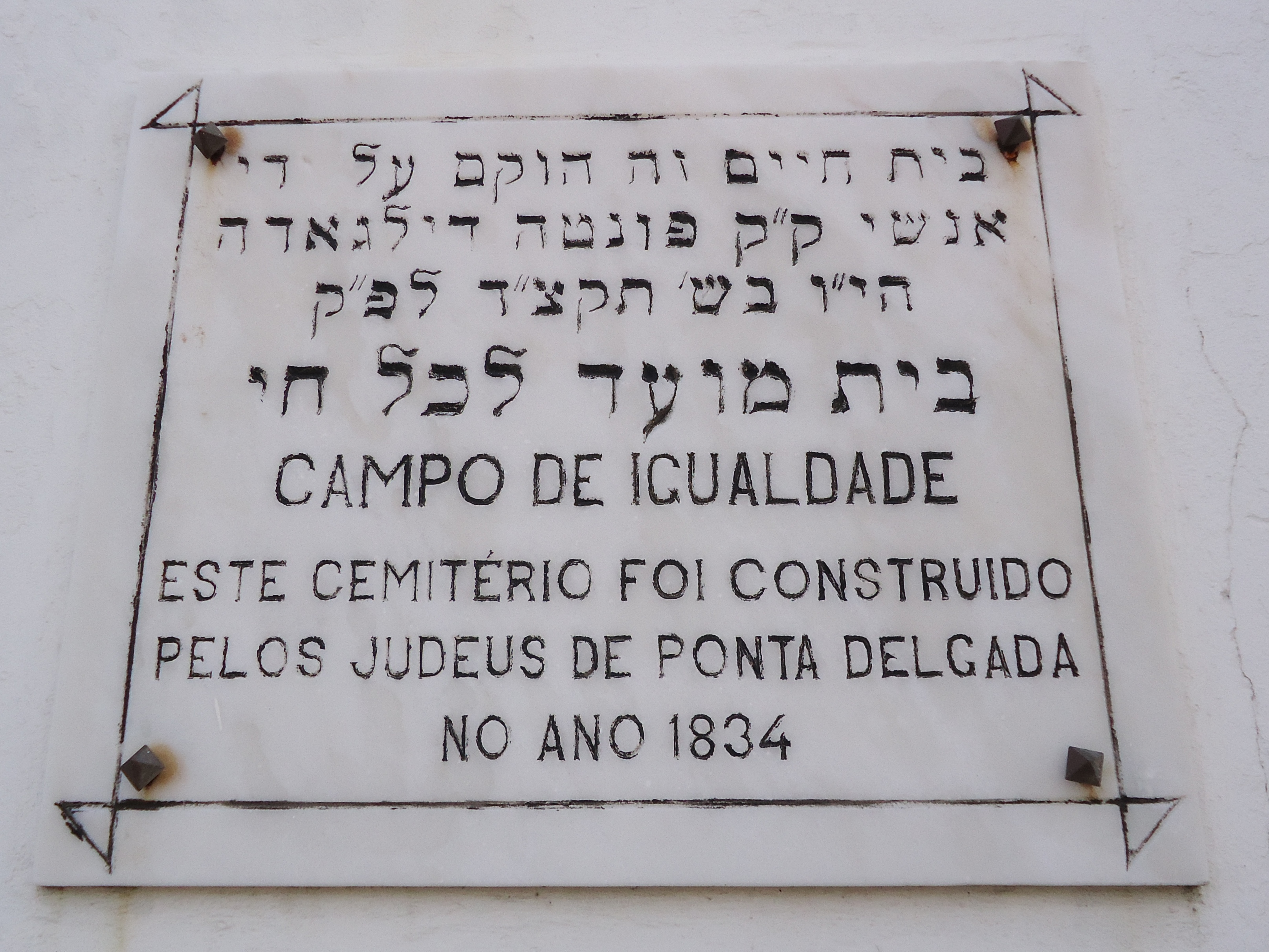
Placa à entrada do cemitério

Por iniciativa da família Bensaúde, este cemitério foi alvo de uma grande limpeza, para impedir a deterioração do mesmo.